# محمد أبو النادي
محمد أبو النادي من مواليد 8 فبراير 2001) هو لاعب كرة قدم يلعب كمدافع لصالح فريق سيلانغورفي الدوري الماليزي. ولد في الولايات المتحدة، ويمثل منتخب الأردن الاول.